# Eurytoma xantherella
Eurytoma xantherella är en stekelart som beskrevs av Girault 1915. Eurytoma xantherella ingår i släktet Eurytoma och familjen kragglanssteklar. Inga underarter finns listade i Catalogue of Life.